# マリー＝クレール・アラン
マリー＝クレール・アラン（Marie-Claire Alain, 1926年8月10日 - 2013年2月26日）はフランスのオルガニスト。大量の録音によって世界的に有名である。

## 人物
パリ近郊のサン＝ジェルマン＝アン＝レーにて音楽家の一家に生まれる。父親アルベール（1880年-1971年）はアレクサンドル・ギルマンとルイ・ヴィエルヌに学んだオルガニスト兼作曲家。実兄ジャン・アランも作曲家である。マリー＝クレール・アランは、パリ音楽院でマルセル・デュプレのオルガン科に在籍し、首席に輝いた。
熟練したレジストレーション、オルガンの演奏習慣の歴史に関する学識、威厳に満ち、陰影に富んだ演奏によって、20世紀のまさしく最上のオルガン奏者に位置付けられている。驚異的な記憶力の持ち主で、演奏予定の曲目の楽譜を携えずに演奏旅行に出ていた。
アランの解釈は、つねに良い趣味に支えられているとはいえ、一連の経歴においてかなりの変化を遂げてきた。特定の作品に「これっきりという言葉」はないというのが信条であった。
アランは、バッハのオルガン曲全集を3回にわたって制作しており、そのほかにも重要な作曲家のオルガン曲全集を録音している。事実アランは、前代未聞の録音点数を誇るオルガニストであり、そのレコードとCDは数々の称賛を受けてきた。アランは晩年まで現役として、国際的な演奏活動を続けた。オルガン教師としても、これほどの影響力をもった人物はほかにない。
2013年2月26日、86歳で死去した。